# Джемонио
Джемо̀нио (на италиански: Gemonio; на ломбардски: Gimòn, Джимон) е малко градче и община в Северна Италия, провинция Варезе, регион Ломбардия. Разположено е на 303 m надморска височина. Населението на общината е 2864 души (към 2017 г.).